# Conophyma amicus
Conophyma amicus är en insektsart som beskrevs av Li, B. och Ti 1995. Conophyma amicus ingår i släktet Conophyma och familjen Dericorythidae. Inga underarter finns listade i Catalogue of Life.